# Torre de Vallferosa
La torre de Vallferosa és una torre de guaita al llogaret de Vallferosa, un disseminat del municipi de Torà, a la comarca del Solsonès. És un monument declarat bé cultural d'interès nacional.
La datació és incerta. Tradicionalment els estudis científics han situat la construcció vers l'any 970 dC i s'ha considerat que seguia l'estratègia militar de bastir torres de vigilància als punts clau conquerits als sarraïns. Hauria format part d'una línia de fortificacions connectades entre si visualment. Cap a l'any 1000 dC es construí una altra torre circular envoltant l'antiga a partir de tapieres per reforçar-la. A la part superior encara manté els merlets. És considerada un dels millors exemples de l'arquitectura militar europea del segle x i ha sobreviscut fins avui sense cap modificació. L'antiguitat, les dimensions i les característiques en fan una construcció única.
No obstant, estudis més recents amb noves tècniques, com l'anàlisi de diferents restes de fustes constructives (utilitzades en la construcció de la torre) amb radiocarboni, coincideixen a datar totes aquestes restes al segle viii o ix. Fa menester estudis complementaris, però aquesta datació més antiga obliga a repensar la història dels orígens de la torre. Segons els autors d'aquesta investigació publicada el 2020, la lògica porta a pensar en l'època de presència musulmana encara que més tard, és clar, la torre passés a mans cristianes. L'origen primer de la torre, doncs, més que a un caràcter defensiu, hauria servit per a dominar les vies de comunicació ancestrals (transhumància i comerç entre l'interior del país i la costa) i, en conseqüència, de control fiscal.

## Ubicació
La torre de Vallferosa és sota la carretera LV-3005a (de Torà a Solsona), al marge dret i a uns 50 metres per sobre del Barranc dels Quadros, tributari de la riera de Llanera que duu les aigües vers el sud fins al riu Llobregós. Al km. 9 de la dita carretera (41° 51′ 54″ N, 1° 26′ 4″ E / 41.86500°N,1.43444°E) baixa, cap a llevant, la pista que hi mena després d'uns 1,3 km. Només s'hi pot accedir a peu. A la vora de la torre s'aixeca l'església de Sant Pere de Vallferosa.

## Història
Independentment que la torre pugui tenir els seus orígens en l'època musulmana, allò cert és que per aquesta rodalia és on hi havia, a l'Alta Edat Mitjana, la concentració més grossa de fortaleses de la regió. Això indicaria que devia ser el centre de la major part de l'activitat a l'època i, també, el punt central de la frontera entre la Catalunya vella i la nova.
El castell de Vallferosa (kastrum de Valle Frausa) apareix documentat des de l'any 1052, moment en el qual pertanyia al comtat d'Urgell. El seu nom donà origen, als segle xii, a l'aparició d'un llinatge homònim, d'alguns membres del qual es coneixen unes poques dades. Un d'ells fou Berenguer de Vallferosa, que el 1195 donà a Santa Maria de Solsona tots els béns i drets que posseïa al mas Soler, situat dins el terme d'aquest castell.
El 1196 n'era senyor directe, com a feudatari dels comtes, Ramon de Ribelles, el qual, aquest any, va vendre a Bernat i a la seva esposa la fortalesa de Vallferosa amb tot el seu terme. Com totes les fortaleses de l'època, va canviar de senyors i fins que a la fi del segle xiv, s'integra en el noument creat comtat de Cardona. Més tard, s'integrà en la batllia de Torà d'aquest comtat (després ducat) i el senyor traslladà la residència a la masia de Clavells.

## Arquitectura

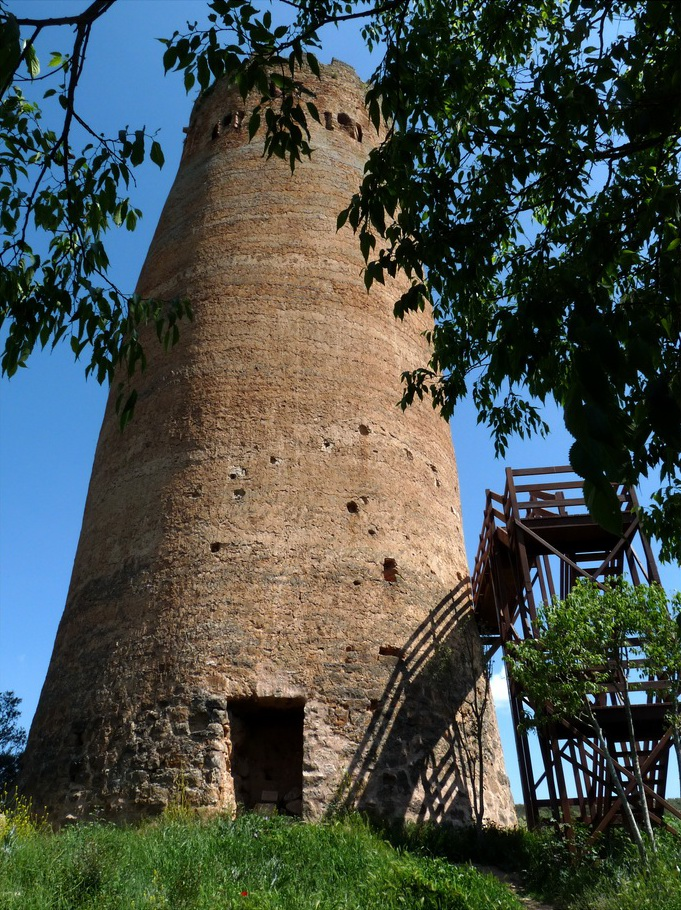
Torre de Vallferosa (maig 2010)

La torre té 33 m d'alçada. Les espitlleres (l'aparell defensiu era al quart pis) tenien un sistema inèdit, com que eren molt grossos i eren protegides per unes fustes que s'unien al front en diagonal i que permetien disparar per damunt i defensar l'edificació pel forat que deixaven a la base, el qual a la vegada es podia tapar amb una altra fusta per tal que el defensor s'hi situés i tingués més possibilitat de tir i de visió. No hi ha constància que aquest sistema d'espitlleres fos en cap altra fortificació.
La porta d'accés és a deu metres del terra. Aquestes fortaleses, pràcticament inexpugnables i indestructibles, només s'habitaven en temps de perill o assetjament per això tenien una entrada a certa alçada i normalment a través d'una escala de corda que es retirava una vegada a dins.
El cup de la primera planta, ple de runa, romàn una incògnita. Se li atribueixen diferents funcions: magatzem, presó, cisterna i lloc on hauria d'haver-hi el començament del passadís secret per abastar el castell durant els llargs assetjaments. A la quarta planta queda encara, mig derruït, part del que és l'únic sostre romànic en tot Europa que mai no ha estat modificat. També en la quarta planta, on hi ha tot el sistema defensiu, s'hi conserva un tram original de l'escala interior que es recolza al sostre i a l'arc que el suporta. També des d'aquí es pot observar amb gran detall la perfecta cúpula amb pedra ben escairada.
No es pot assegurar en quin any va començar la construcció, ja que inicialment aquestes fortaleses es construïen amb materials senzills, com ara la fusta o la tàpia, i no era fins que el lloc esdevenia estratègicament important i definitiu que se substituïen per pedra o argamassa (en el cas de Vallferosa, encofrats plens de pedra i calç).
Segons l'estudi de l'historiador Bernabé Cabañero i de l'arquitecte José Javier Aguirre, la torre de Vallferosa avui és el fruit de tres fases constructives:
1. Al voltant de l'any 970 es construí una primera torre d'uns 23 m d'alçada.
2. Al final del segle x, cap a l'any 990, es recobreix la primera torre amb una segona torre per a augmentar les possibilitats de fortalesa de visió i de defensa. També s'hi va construir un accés directe i independent a la terrassa.
3. Entrat al segle xi, se'n reformà l'interior i es van construir els merlets.

En canvi, segons els nous estudis pluri-disciplinars realitzats el 2016, basats en noves tècniques més precises com el radiocarboni, l'escàner làser i l'anàlisi dels morters, la datació seria anterior (segle VIII o primers del IX) i la construcció de les dues torres (la interior i la exterior) hauria estat simultània fent part d'un procés constructiu unitari. Segons aquests estudis, sí que hi hauria hagut dues reformes posteriors: una al segle XI, amb la construcció de l'escala de cargol interior (feta amb formigó de guix) i dels arcs diafragmàtics destinats a suportar els trebols de la segona, tercera i quarta planta; i una altra als segles XIII o XIV, amb la construcció de la cúpula superior, la coberta i els merlets.